# 気象庁
気象庁（きしょうちょう、英: Japan Meteorological Agency、略称: JMA）は、日本の行政機関のひとつ。気象業務の健全な発達を図ることを任務とする国土交通省の外局である。

## 概要
1875年（明治8年）6月1日に発足した内務省地理寮東京気象台（のちに中央気象台と改称）を前身とする。1895年（明治28年）の文部省への移管、1943年（昭和18年）の運輸通信省への移管を経て、1945年（昭和20年）に運輸省の所管となった。1956年（昭和31年）7月、運輸省の外局に昇格するとともに気象庁に改称した。2001年（平成13年）1月、中央省庁再編に伴い国土交通省の外局となった。
気象庁長官を長とし、内部部局として総務部、情報基盤部、大気海洋部、地震火山部の4部を本庁に置くほか、施設等機関として気象研究所、気象衛星センター、高層気象台、地磁気観測所、気象大学校を設置し、また、地方支分部局として、国土全域を分轄する形で5つの管区気象台を設置している。管区気象台の下には下部組織として地方気象台と測候所が各地に点在している。
かつて日本では、気象情報は軍事機密に関わるものと取り扱われて国家が独占するために、気象庁がその業務を管轄してきた。しかし近年は、1995年（平成7年）5月に民間気象事業者による局地天気予報の自由化がなされたように、気象情報業務の民間への開放が段階的に進み、気象庁の業務は次第に国民の生命・財産の保護にかかわる事項に限定されつつある。たとえば、1955年（昭和30年）以来、毎年3月から4月にかけて、気象庁では桜の開花予想の発表を行ってきたが、気象庁と同等の情報提供が民間気象事業者から行われているとして、2009年（平成21年）をもって桜の開花予想の発表を取りやめた。ただし、桜の開花の観測は、生物観測の一環として継続している。

### 所掌事務
気象業務の健全な発達を図るため、国土交通省設置法第47条は同法第4条に列記された所掌事務のうち、気象庁が分掌する事務として計9号を規定している。具体的には以下に関することなどがある。
1. 宇宙の開発に関する大規模な技術開発であって、気象業務に係るもの（第16号）
2. 気象業務に関する基本的な計画の作成及び推進（第119号）
3. 気象、地象（地震にあっては、発生した断層運動による地震動に限る。）及び水象の予報及び警報並びに気象通信（第120号）
4. 気象、地象、地動、地球磁気、地球電気及び水象並びにこれらに関連する輻射に関する観測並びに気象、地象及び水象に関する情報（第121号）
5. 気象測器その他の測器（第122号）
6. 気象業務に関連する技術に関する研究及び開発並びにこれらの助成並びに気象業務に関連する技術に関する指導及び普及（第124号）

気象庁が行う気象業務（上記所掌事務とほぼ一致）は、気象業務法のもとで行われており、同法第2条で「気象」「地象」「水象」「観測」「予報」などの概念の意味内容が定義されている。なお「気象、地象及び水象に関する情報」（同条第4項第3号）にあたるものとしては、具体的には、天気予報、地震情報、火山情報、津波情報などがある。

## 沿革

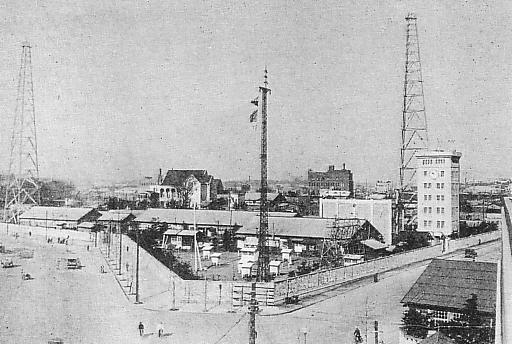
1930年頃の中央気象台(現・気象庁）

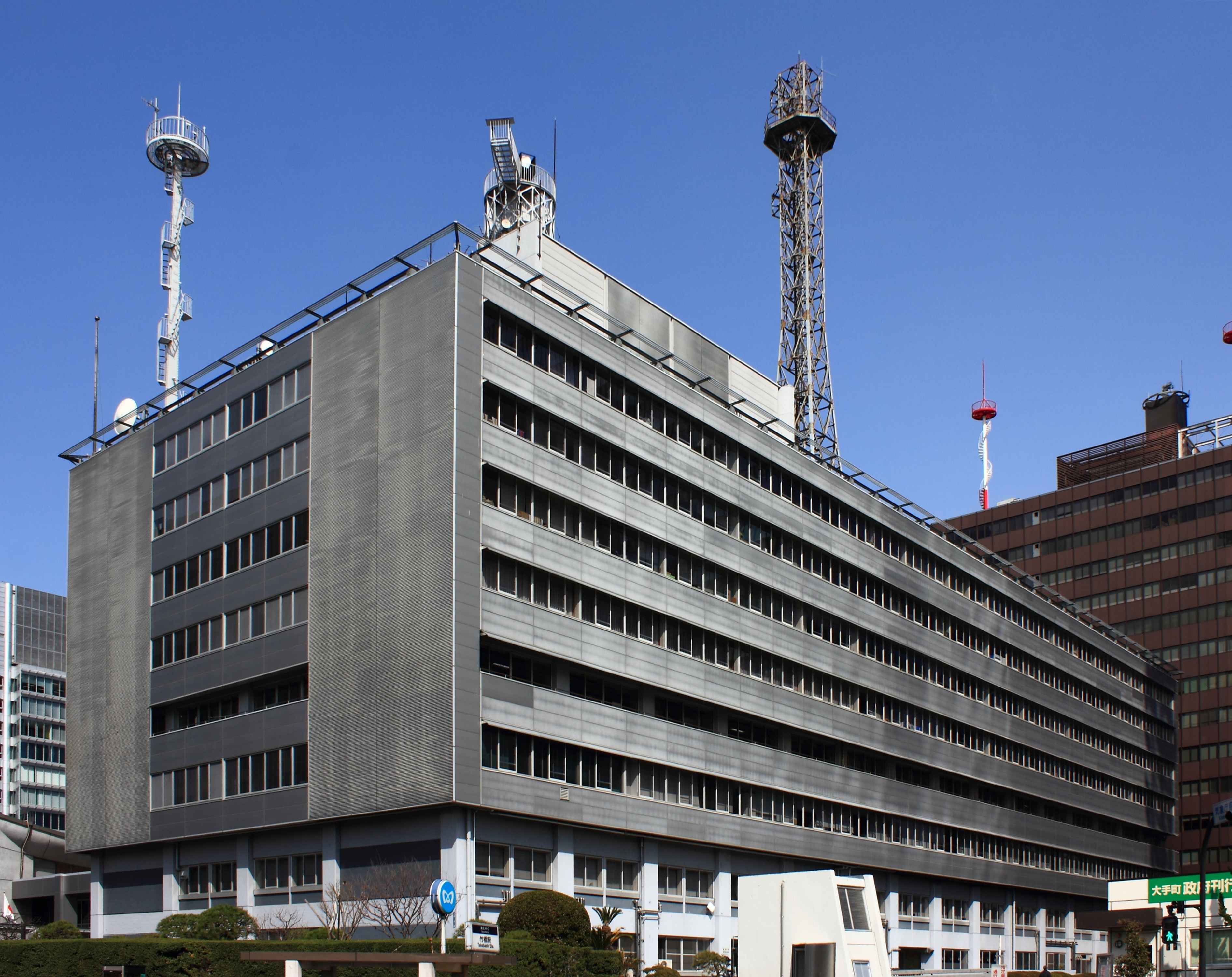
大手町時代の庁舎

- 1872年（明治5年） - 鉱山寮が気象観測開始。開拓使が北海道函館（現在の金森赤レンガ倉庫がある場所）の吏員宅に「気候測量所」を設置（函館地方気象台の前身）[5]。
- 1873年（明治6年）、工部省測量司においてコリン・アレクサンダー・マクヴェインの主導により一揃えの観測機器を購入、スコットランド気象協会と技術協力協定を結ぶ[6]。
- 1874年（明治7年）1月 - 測量司が工部省より内務省に移管。同年2月、民部省土木寮の一部が合流、同年8月、地理寮（現在の国土地理院）下の量地課に縮小改組。
- 1875年（明治8年）6月1日 - 内務省地理寮構内（現在の港区虎ノ門）にて、公式の気象観測（毎日3回）および地震観測を開始。この日を東京気象台および後身の気象庁の創設とする（気象記念日）[3][7]。観測ははじめヘンリー・ジョイナーがチャールズ・トムソンとトーマス・ティザード（英語版）の指導を受けるなどして行い、日本人伝習生へと継承された。
- 1883年（明治16年）3月1日 - 東京気象台、毎日の天気図作成と印刷配布を開始[8][3]、および暴風警報の業務を開始[9][10]。3月15日、東京気象台、万国共通極地遠征隊の請により臨時磁力観測を開始[8]。
- 1884年（明治17年）6月1日 - 東京気象台、全国の天気予報の発表（毎日3回）を開始[3]。
- 1887年（明治20年）1月1日 - 東京気象台を中央気象台（ちゅうおうきしょうだい）に改称[3]。
- 1887年8月8日 - 気象台測候所条例（明治20年勅令第41号）を公布、東京に中央気象台、地方に地方測候所をおき、いずれも内務省所管とする。
- 1890年（明治23年）8月4日 - 中央気象台官制（明治23年勅令第156号）制定、地理局から分離独立して内務大臣直属となる。
- 1895年（明治28年）4月 - 文部省に所轄が移された。
- 1911年（明治44年）8月 - 長野測候所（現・長野地方気象台）と文部省震災予防調査会が浅間火山観測所を開設。火山観測のはじまり[3]。
- 1923年（大正12年）
  - 1月1日 - 麹町区元衛町（麹町区竹平町を経て現・千代田区一ツ橋1、大手町の庁舎の西側でお濠寄りの位置）に移転[11]。
  - 9月1日 - 関東大震災が発生（9月1日から20日までの天気図がなくデータベース化もされておらず、当時の神戸海洋気象台が作成保存したものが残る）[12]。
- 1935年（昭和10年）7月15日 - 暴風警報（後の警報）の下位に気象特報（現在の注意報）を設ける[9][10]。
- 1943年（昭和18年）11月1日 - 運輸通信省に所轄が移された。
- 1945年（昭和20年）5月19日 - 運輸通信省が運輸省に改組されたことに伴い運輸省に所轄が移された。
- 1949年（昭和24年）6月1日 - 運輸省設置法（昭和24年法律第157号）の施行により運輸省の付属機関となる。
- 1952年（昭和27年）7月 - 中央気象台、IBM統計機械を設置、9月から実用化[13]。
- 1956年（昭和31年）7月1日 - 運輸省の外局となり、中央気象台から現在の名称である「気象庁」に改称[3]。
- 1964年（昭和39年）3月 - 竹平町（現・一ツ橋）1から大手町一丁目に移転（同月12日落成式開催）。
- 1965年（昭和40年）1月1日 - 火山情報の提供を正式に開始[3]。
- 1974年（昭和49年）6月20日 - 火山噴火予知連絡会発足。
- 1978年（昭和53年）4月6日 - 静止気象衛星ひまわり1号の本格運用を開始[3]。
- 2001年（平成13年）1月6日 - 中央省庁再編に伴って国土交通省の外局となる[3]。
- 2004年（平成16年）6月1日 - 公式マスコットキャラクターとして「はれるん」を制定する[14]。
- 2007年（平成19年）10月1日 - 緊急地震速報の一般への提供を開始。噴火警報を開始（火山活動度レベルを噴火警戒レベルに移行）[3]。
- 2013年（平成25年）8月30日 - 警報の上位に特別警報を設ける[3][9][10]。
- 2013年10月1日 - 海洋気象台を廃止。日本海海洋気象センターを設置。
- 2020年（令和2年）10月1日 - 組織改正により、予報部、観測部、地球環境・海洋部を情報基盤部、大気海洋部に再編。「気象防災監」ポストを新設。
- 2020年11月 - 港区虎ノ門の、港区立教育センターとの合同庁舎に移転。138年ぶりに内務省隷下の機関だった当時の地に帰る[15]。

## 組織
気象庁の組織は基本的に、法律の国土交通省設置法、政令の国土交通省組織令および省令の気象庁組織規則が階層的に規定している。

### 幹部
- 気象庁長官（法律第45条）
- 気象庁次長（政令第225条）
- 気象防災監（政令第226条）

気象防災監は、長官を助け、重大な災害の予防に係る気象業務に関する事務を整理するとされ、次長と同じ、指定職3号俸の待遇である。設置目的は、専門的知見から官邸や関係府省の幹部等とハイレベルな調整を実施することで、災害時における政府全体の意思決定の迅速化を図るとともに、防災対策に係る省庁横断的な課題に的確に対応するため。

### 内部部局
- 総務部（政令第227条）
  - 参事官（省令第1条）
  - 参事官 (気象・地震火山防災)
  - 総務課（省令第2条）
    - 広報室
    - 業務評価室
    - 調達管理室
    - 施設物品管理室

  - 人事課
    - 厚生管理室
    - 人事企画官

  - 企画課
    - 防災企画室（省令第28条）
    - 地域防災企画室
    - 技術開発推進室
    - 国際室
    - 航空気象管理室
    - 危機管理企画調整官
    - ＡＩ戦略企画調整官
    - 海外気象プロジェクト推進官
    - 国際航空気象企画調整官
    - 航空気象業務推進官

  - 経理管理官
  - 国際・航空気象管理官
- 情報基盤部
  - 情報政策課（省令第8条）
    - 情報技術推進室（省令第29条）
    - 情報通信システム企画官
    - 情報セキュリティ対策企画官

  - 情報利用推進課
    - 気象ビジネス支援企画室（省令第30条）
    - 民間予報業務監理官

  - 数値予報課
    - 数値予報モデル基盤技術開発室（省令第31条）[注釈 1]
    - 数値予報モデル技術開発室
    - 地球システムモデル技術開発室
    - 数値予報技術開発連携調整官
    - データ同化技術開発推進官

  - 情報通信基盤課
    - システム運用室（省令第32条）
    - データネットワーク管理室
    - 国際通信調整官

  - 気象衛星課

予測モデルの開発を担当する部門を集約し予測精度向上に向けた技術開発体制を構築するとともに、気象情報・データの流通・利活用を行う。
- 衛星整備計画官（省令第33条）
- 衛星運用事業管理官

- 大気海洋部
  - 業務課（省令第14条）
    - 気象技術開発室（省令第34条）
    - 気象情報企画官
    - 気象観測ビッグデータ連携調整官
    - 観測船運用管理官

  - 気象リスク対策課
    - 気候変動対策推進室（省令第35条）
    - アジア太平洋気象防災センター
    - 地域気象防災推進官
    - 広域避難支援気象防災推進官
    - 沿岸防災情報調整官
    - 台風防災情報調整官

  - 予報課
    - 航空予報室（省令第36条）
    - 気象監視・警報センター
    - 主任予報官
    - 航空予報技術開発推進官

  - 観測整備計画課
    - 観測技術調整官（省令第37条）
    - 遠隔観測技術管理調整官

  - 気候情報課
    - 異常気象情報センター（省令第38条）
    - 気候情報調整官

  - 環境・海洋気象課

台風や大雨、大雪、猛暑、高潮といった気象リスクへの対応に資するよう、短期的な台風や大雨等に関する防災気象情報から、長期的な季節予報や気候変動の予測、さらには、高潮や海面上昇などの海洋に関する情報まで、一体的に提供を行う。従来の「予報部」はこの改編により廃止された。
- 海洋気象情報室（省令第39条）
- 全球大気監視調整官

- 地震火山部
  - 管理課（省令第21条）
    - 地震津波対策企画官（省令第40条）
    - 火山対策企画官

  - 地震津波監視課
    - 地震津波防災推進室（省令第41条）
    - 地震津波監視・警報センター
    - 国際地震津波情報調整官

  - 火山監視課
    - 火山防災推進室（省令第42条）
    - 火山監視・警報センター
    - 火山灰情報企画調整官
    - 火山機動観測管理官
    - 火山活動評価解析官

  - 地震火山技術・調査課

地震や津波、火山の観測を行い、地震情報などを発表する。地震津波監視課には松代地震観測所（場所は気象庁本庁舎ではなく長野県の松代大本営跡）、365日24時間全国の地震を観測し必要に応じて自動で緊急地震速報を発する「地震火山現業室」（1チーム8人で8時間3交代制）、北西太平洋での大津波を監視し必要に応じて周辺各国に警報を発する「北西太平洋津波情報センター」が置かれている。
- 大規模地震調査室（省令第43条）
- 地震動・津波予測モデル開発推進官
- 地震火山観測企画調整官
- 地震火山解析技術開発推進官

### 施設等機関
- 気象研究所（政令第234条）

- 気象衛星センター

- 高層気象台

- 地磁気観測所

- 気象大学校

### 地方支分部局
気象庁の地方支分部局には管区気象台および沖縄気象台の2区分があり、いずれも気象台である。管区気象台と沖縄気象台は「管区気象台等」と総称され（法律第49条第1項）、全国を分轄する。それらの下部組織として各道府県におおむね1か所以上置かれている地方気象台とこれを補助する測候所がある。地方気象台および測候所のうち、航空機の利用に供するための気象、地象及び水象の予報及び警報をつかさどり、空港とその周辺を管轄する類型は、とくに航空地方気象台および航空測候所と呼ばれる。
- 管区気象台（法律第48条第1項）(5)
  - 札幌管区気象台（政令第240条）
  - 仙台管区気象台
  - 東京管区気象台
  - 大阪管区気象台
  - 福岡管区気象台
- 沖縄気象台（法律第48条第2項）

かつては地方支分部局の区分の一つとして海洋気象台があり、函館、舞鶴、神戸、長崎の4か所に置かれ、気象庁本庁とで5つに管轄を分けて海洋気象業務や海上警報の発表を行っていた。気象観測・予報の体制強化に資するためとして、2013年（平成25年）10月1日に地方気象台等に移行し、廃止された。
更に遡ると、各地の気象台は明治時代に府県などが設立した測候所が前身で、気象官署官制などにより1937年から1939年にかけて国営に移管し中央気象台（当時）の所属となっている。1930年代に札幌、大阪、福岡、名古屋、金沢、米子、沖縄に中央気象台支台が設立され、後に札幌、大阪、福岡は管区気象台に改組、ほかは地方気象台に改称した。1939年（昭和14年）には中央気象台および管区気象台3か所・地方気象台5か所・測候所76か所体制となる。1949年（昭和24年）11月から管区気象台5か所、1957年（昭和32年）9月から地方気象台44か所と現在とほぼ同じ名称・体制となり、1972年（昭和47年）5月に沖縄気象台と沖縄県の気象台3か所が、2013年に旧海洋気象台がそれぞれ加わっている。

### 機動調査班
気象庁 機動調査班（きしょうちょう きどうちょうさはん、英語: JMA Mobile Observation Team, JMA-MOT）とは、自然災害発生時に気象庁が、被災地域周辺の調査と現象の解説のために編成する職員派遣の統一的な名称。2008年（平成20年）10月17日に発足された。調査活動の事象として「竜巻等突風・地震・津波・火山・高潮・高波」が、解説活動の事象として「気象・地震・火山」が上げられている。設立にあたり気象庁長官は記者会見で『事前に研修をした要員を登録し、その中から業務に支障がないよう派遣する』としている。
これに対して、大規模な災害の発生（発生予想を含む）に際して、都道府県や市町村の災害対策本部等へ気象庁職員を派遣するために編成される「気象庁防災対応支援チーム（英語: JMA Emergency Task Team, JETT）」があり、2018年（平成30年）5月1日に創設されたものである。創設初年度の2018年に平成30年北海道胆振東部地震が起こった時には、JETTとJMA-MOTのいずれもが派遣出動している。

## 財政
2024年度（令和5年度）一般会計当初予算における気象庁所管の歳出予算は491億7126万6千円。科目内訳は気象官署共通費が354億9858万円、気象官署施設費が7337万5千円、観測予報等業務費が112億6696万円、気象研究所が23億3235万1千円となっている。物件費および人件費で分けると、物件費は 149億44百万円で人件費が342億27百万円となる。

## 職員
一般職の在職者数は2023年7月1日現在、4,356人（男性3,792人、女性564人）である。定員は省令の国土交通省定員規則により5,030人人。
職員の競争試験による採用は国家公務員採用総合職試験（院卒者試験）、同（大卒程度試験）、国家公務員採用一般職試験（大卒程度試験）および気象大学校学生採用試験の合格者の中から行われる。いずれも人事院が実施する。過去の採用実績では旧I種およびII種（現在の総合職および一般職に相当）およそ9割を理工系の試験区分からの合格者が占めている。気象大学校学生採用試験は気象大学校大学部学生を採用するための専門職試験であり、高卒程度を受験資格とする。1959年に気象庁研修所高等部学生採用試験としてはじまり、1962年度より研修所が気象大学校に移行したことに伴い、現在の名称に改められた（人事院2012、p. 251）。
気象庁の職員は一般職の国家公務員なので、給与に関しては一般職給与法が適用される。俸給表は行政職俸給表ないし指定職俸給表が適用される。ただし、気象大学校に勤務する教頭、教授、准教授、講師及び助教は教育職俸給表（一）の適用範囲となる（人事院規則九―二第8条）。人事院の指定により、特定の職務に対して特殊勤務手当（爆発物取扱等作業手当、航空手当、山上作業手当、夜間特殊業務手当）が支給される（人事院規則九―三〇）。
一般職の国家公務員なので、労働基本権のうち争議権と団体協約締結権は国家公務員法により認められていない。団結権は認められており、職員は労働組合として国公法の規定する「職員団体」を結成し、若しくは結成せず、又はこれに加入し、若しくは加入しないことができる（国公法第108条の2第3項）。
現在、職員団体としては国土交通労働組合（略称:国交労組）と沖縄国家公務員労働組合（沖縄国公労）の支部が活動している。札幌管区気象台においては国交労組北海道気象支部、仙台管区気象台においては同東北気象支部、本庁においては同東京気象支部、東京管区気象台においては同関東中部気象支部、気象研究所においては同気象研究所支部、大阪管区気象台においては同関西気象支部、福岡管区気象台においては同九州気象支部、沖縄気象台においては同沖縄気象支部および沖縄国公労気象支部が現存する。加盟単産は国公労組は国公労連、沖縄国公労は国公連合となっている。以前は1957年に結成された全気象労働組合（全気象）が最大の組合であったが、2011年9月、第55回定期大会で発展的解散を決定し、国土交通省における国公労連傘下の他労組などと統合して国土交通労働組合を結成し、組織は国交労組の上記8つ支部として分割・再編された。
組織率、団体数は、国土交通省全体のもののみ公表されている。国土交通省の該当の項を参照。

## 所管法人
国土交通省の該当の項を参照。

## システム
気象観測や地震観測など各種観測システムを導入し、24時間管理・運用している。
- 地域気象観測システム（アメダス）
- 気象資料総合システム（コスメッツ）
- 地震活動等総合監視システム（エポス）
- 地震津波監視システム（エトス）
- 火山監視情報システム
- 海洋データ同化システム
- 予報作業支援システム
- 雷監視システム（ライデン）
- 気象情報伝送処理システム（アデス）
- アンサンブル予報システム

## 船舶
海洋気象観測を行う気象観測船を運用している。
- 凌風丸 (3代目)
- 啓風丸 (2代目)

## 広報
気象庁が編集する白書には『気象業務はいま』（通称:気象白書）がある。ほかに暴風・豪雨・地震等の自然現象による災害が発生した場合に作成・公表される「災害時自然現象報告書」がある。災害を引き起こした現象や気象庁のとった措置などの概要をまとめた作成・公表しているものである。年度ごとに号数がふられる。
なお、気象庁のウェブサイト（ホームページ）におけるURLドメイン名は「www.jma.go.jp」で、国土交通省（mlit.go.jp）からは独立している。
定期刊行の広報誌として、2002年5月に創刊されたオンラインペーパーの『こんにちは！気象庁です！』が刊行されていたが、オンラインペーパーとしては、2018年1月の発刊が最後となっている。なお、2018年3月まで発刊されていた国土交通省の広報誌である『国土交通』においても情報を発信していた。
気象庁は日本の年平均気温偏差を定期的に公表しており、2024年には基準値（1991～2020年平均）比で+1.48℃の偏差となり、1898年の統計開始以降で最も高い値を記録した。

## 庁舎
本庁舎は、2020年（令和2年）11月から東京都港区虎ノ門三丁目6番9号に所在する。
本庁舎内には一般人が利用できる施設として、気象庁の業務を説明する「気象科学館」、天気相談所および国立国会図書館支部気象庁図書館がある。いずれも入場無料。
1964年（昭和39年）から2020年までは東京都千代田区大手町一丁目3番4号に所在していた。2007年（平成19年）6月15日に開催された財務省の国有財産の有効活用に関する検討・フォローアップ有識者会議において、気象庁の庁舎を港区虎ノ門に移転し、跡地を売却することが提言され、大手町庁舎から虎ノ門庁舎への移転計画が進められた。庁舎移転後に関しては、現在地で観測業務を行っている東京管区気象台（大手町の本庁庁舎に入居していた）も庁舎移転（東京都清瀬市） することになり、地上気象観測施設（気温と風向風速の観測点「東京」）は2014年12月2日から近隣の北の丸公園内に移設して運用している。
旧庁舎には、気象資料の専門店である津村書店が入居していたが、虎ノ門への移転に伴い、2020年12月28日をもって店舗としての営業を終えた。

## 歴代の中央気象台長・気象庁長官
| 代           | 氏名       | 就任年月日    | 備考                                 |  |
| ------------ | ---------- | ------------- | ------------------------------------ |  |
| 中央気象台長 |            |               |                                      |  |
| 1            | 荒井郁之助 | 1890年8月2日  | 中央気象台官制の制定に基づく。       |  |
| 2            | 小林一知   | 1891年8月16日 |                                      |  |
| 3            | 中村精男   | 1895年8月30日 |                                      |  |
| 4            | 岡田武松   | 1923年7月14日 |                                      |  |
| 5            | 藤原咲平   | 1941年7月30日 |                                      |  |
| 6            | 和達清夫   | 1947年3月31日 |                                      |  |
| 気象庁長官   |            |               |                                      |  |
| 1            | 和達清夫   | 1956年7月1日  |                                      |  |
| 2            | 畠山久尚   | 1963年3月26日 |                                      |  |
| 3            | 柴田淑次   | 1965年3月31日 |                                      |  |
| 4            | 吉武素二   | 1969年3月31日 |                                      |  |
| 5            | 高橋浩一郎 | 1971年3月31日 |                                      |  |
| 6            | 毛利圭太郎 | 1974年4月1日  |                                      |  |
| 7            | 有住直介   | 1976年4月1日  |                                      |  |
| 8            | 窪田正八   | 1978年4月1日  |                                      |  |
| 9            | 増澤譲太郎 | 1980年4月1日  |                                      |  |
| 10           | 末廣重二   | 1983年4月1日  |                                      |  |
| 11           | 内田英治   | 1985年4月1日  |                                      |  |
| 12           | 菊池幸雄   | 1987年4月1日  |                                      |  |
| 13           | 立平良三   | 1990年4月1日  |                                      |  |
| 14           | 新田尚     | 1992年4月1日  |                                      |  |
| 15           | 二宮洸三   | 1993年4月1日  |                                      |  |
| 16           | 小野俊行   | 1996年4月1日  |                                      |  |
| 17           | 瀧川雄壮   | 1998年4月1日  |                                      |  |
| 18           | 山本孝二   | 2000年4月18日 | 有珠山噴火のため就任が延期となる。   |  |
| 19           | 北出武夫   | 2003年4月1日  |                                      |  |
| 20           | 長坂昴一   | 2004年4月1日  |                                      |  |
| 21           | 平木哲     | 2006年4月1日  |                                      |  |
| 22           | 櫻井邦雄   | 2009年4月1日  |                                      |  |
| 23           | 羽鳥光彦   | 2011年1月18日 |                                      |  |
| 24           | 西出則武   | 2014年4月1日  |                                      |  |
| 25           | 橋田俊彦   | 2016年4月1日  |                                      |  |
| 26           | 関田康雄   | 2019年4月1日  |                                      |  |
| 27           | 長谷川直之 | 2021年1月5日  |                                      |  |
| 28           | 大林正典   | 2023年1月5日  |                                      |  |
| 29           | 森隆志     | 2024年1月17日 | 能登半島地震のため就任が延期となる。 |  |
| 30           | 野村竜一   | 2025年1月17日 |                                      |  |

## 幹部職員
2025年（令和7年）7月1日時点の気象庁幹部は以下のとおりである
- 気象庁長官：野村竜一
- 気象庁次長：小林豊
- 気象防災監：室井ちあし
- 総務部長：今井和哉
- 情報基盤部長：安田珠幾
- 大気海洋部長：太原芳彦
- 地震火山部長：加藤孝志